# De Eendracht (Zwartemeer)
De Eendracht (of onder de zaalsponsornaam Succes Holidayparcs Arena) is een sportaccommodatie in het Drentse Zwartemeer. De Eendracht is de thuishaven van de plaatselijke handbalvereniging in Zwartemeer; Hurry-Up.
Op 21 november 1991 bezweette het dak van de sporthal. Dit kwam door het vele regenwater die op het platte dak lag. Op het moment dat het dak bezweek was het derde dames seniorenteam aanwezig in de sporthal.